# Saint George (Utah)
Saint George er en amerikansk by og admistrativt centrum i det amerikanske county Washington County, i staten Utah. I 2005 havde byen et indbyggertal på 64.201.

## Historie
Byen har tæt relation til Jesu Kristi Kirke af Sidste Dages Hellige og er således koloniseret under ledelse af Ersatus Snow, som var apostle i kirken, i 1861. På daværende tidspunkt, var de sidste dages hellige lige ankommet til området omkring Salt Lake City, som blev kirkens nye hovedsæde, efter udvandringen fra øststaterne mod Utah. Brigham Young som var kirkens præsident og profet, indledte et omfangsrigt koloniseringsprojekt, som i bund og grund omfattede hele Rocky Mountains området fra Canada i nord til Mexico i syd. En af de bosættelser, som blev etableret var Saint George.
Byens er opkaldt efter en anden sidste dages hellig apostel (senere præsident og profet for kirken) George Albert Smith.
Byen fungerede som en vigtig bommuldsstation i for de sidste dages helliges kolonisering.
På grund af det varme klima, boede Brigham Young i hans livs efterår ofte i Saint George i vinterhalvåret. Hans hus er i dag et museum.

## Templet
For Jesu Kristi Kirke af Sidste Dages Hellige er templer en essentiel religiøs bygning. Noget af det første kolonisterne derfor påbegyndte ved deres ankomst i Utah var, at påbegynde byggeriet af templer, spredt ud i hele det område der i dag hedder Utah. Templebyggerierne foregik i byerne: Salt Lake City, Manti, Logan og Saint George.
Templet i Saint George var det første der blev færdigt i 1877, er er det ældste tempelt i Jesu Kristi Kirke af Sidste Dages Hellige, som stadig er i brug.

## Natur
Saint George er centralt placeret i forhold til nogle af USA's allermest besøgte nationalparker: Zion, Bryce og Grand Canyon.